# 城市旅游

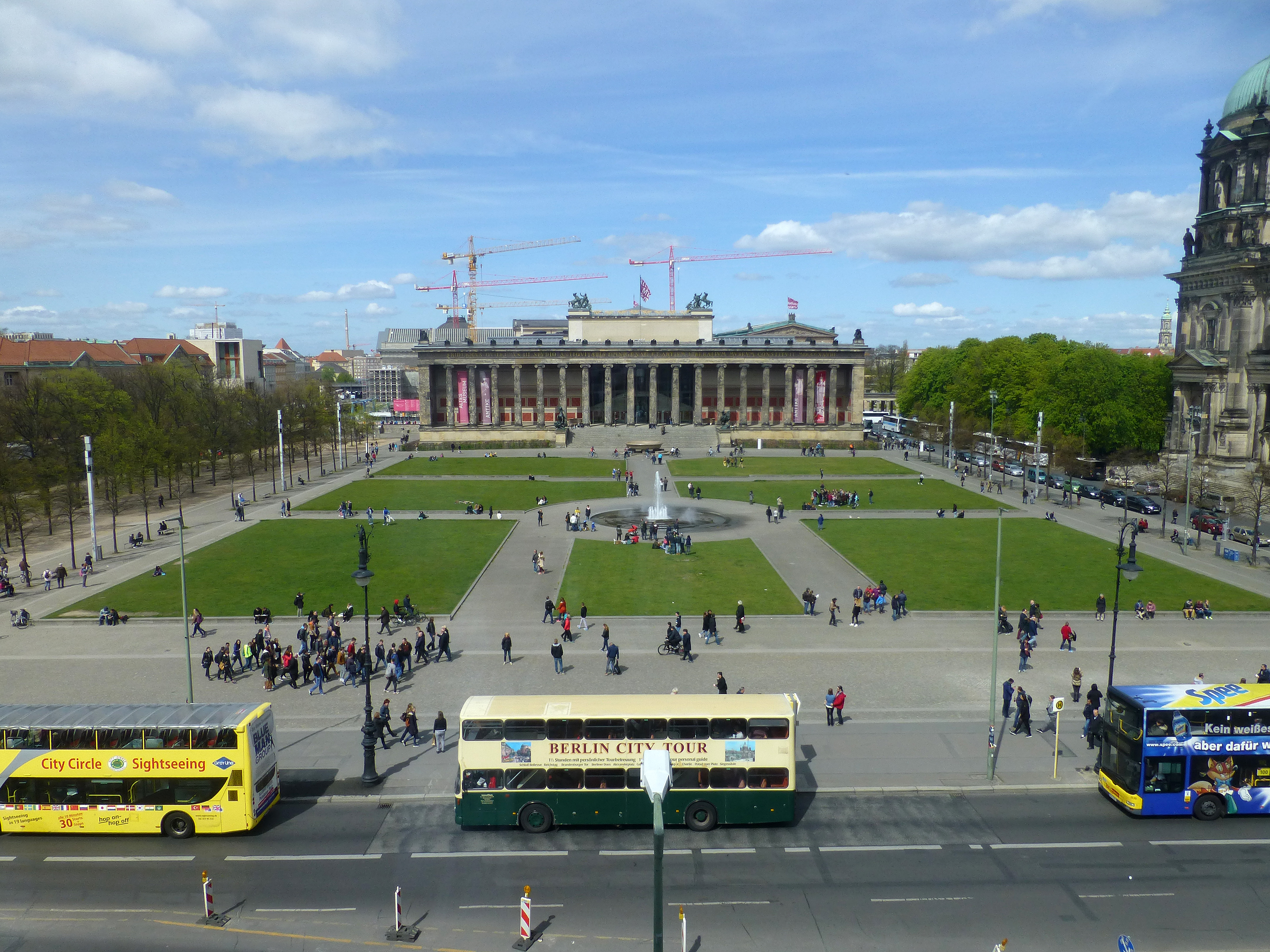
停在德国柏林大教堂和旧博物馆前的旅游巴士。

城市旅游是一种旅游形式，旅客通常会前往一个国家的主要城市或市区，城市旅游的特点是人群大规模聚集。

## 定义
世界旅游组织（UNWTO）将城市旅游定义为“在城市空间中进行的一种旅游活动，这些城市的以行政、制造、贸易和服务等非农业经济为特征，而且还需是一个交通枢纽。城市旅游为休闲和商务都提供了广泛而多样的文化、建筑、技术、社会与自然体验和良好的购物环境。”

## 活动

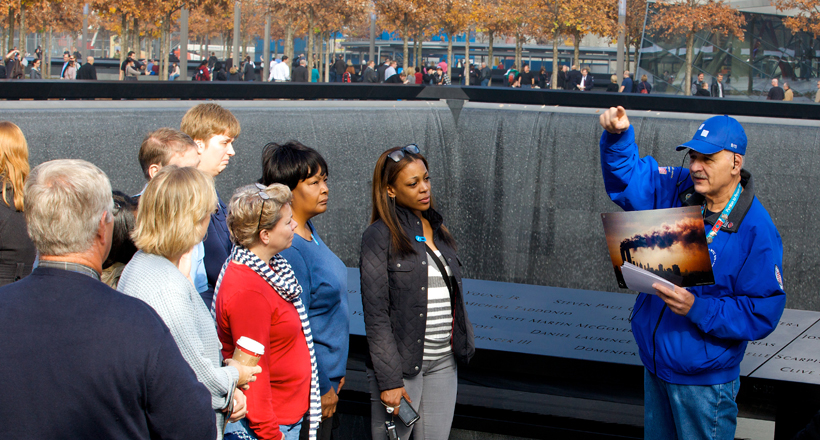
纽约曼哈顿九一一國家紀念博物館的导游。

城市游客通常进行不同的旅游活动，其中包括参观城市内的建筑物，如博物馆和艺术画廊、宗教寺庙、摩天大楼和具有一定历史意义的建筑物、纪念碑和纪念馆、墓地等。还有另一种与参加大型活动相关的城市旅游方式，例如参加节日庆典、音乐会、游行、大型集会、示威和抗议等。由于处在人口稠密地区，夜生活和文化旅游等旅游活动也是城市旅游的一大亮点。同样，城市旅游和购物旅游之间也存在相关性，尤其是对于来自小城镇或乡村的人来说，他们可以在购物的同时游览大城市的风景。 

### 城市之旅
旅行社一般提供多种旅游套餐，包括在特定城市以及一个国家或大陆内的多个城市的参观。此外，在游客大量涌入的城市，可以很容易得找到专业的导游。